# Le Pin-la-Garenne
Le Pin-la-Garenne é uma comuna francesa na região administrativa da Normandia, no departamento Orne. Estende-se por uma área de 15,9 km². Em 2010 a comuna tinha 656 habitantes (densidade: 41,3 hab./km²).